# Митробузан
Митробузан (погиб в мае 334 до н. э.) — персидский сатрап Каппадокии в правление Дария III.
Наряду с другими сатрапами и военачальниками державы Ахеменидов — Атизием, Фарнаком, Спифридатом, Нифатом, Митридатом, Арбупалом, Омаром, Петином пал в битве при Гранике в мае 334 года до н. э. Должность сатрапа после гибели Митробузана занял Абистамен (Сабикт), назначенный Александром Македонским.